# كلوديا دريك
كلوديا دريك (بالإنجليزية: Claudia Drake)‏ هي مغنية وممثلة أمريكية، ولدت في 30 يناير 1918 في لوس أنجلوس في الولايات المتحدة، وتوفي بنفس المكان في 19 أكتوبر 1997.

## وصلات خارجية
- كلوديا دريك على موقع IMDb (الإنجليزية)
- كلوديا دريك على موقع ألو سيني (الفرنسية)
- كلوديا دريك على موقع ميوزك برينز (الإنجليزية)
- كلوديا دريك على موقع أول موفي (الإنجليزية)
- كلوديا دريك على موقع قاعدة بيانات الأفلام السويدية (السويدية)
- كلوديا دريك على موقع قاعدة بيانات الفيلم (الإنجليزية)
- كلوديا دريك على موقع كينوبويسك (الروسية)